# Maureen Drake
Maureen Drake (* 21. März 1971 in Toronto, Ontario) ist eine ehemalige kanadische Tennisspielerin. 

## Karriere
Drake begann im Alter von fünf Jahren mit dem Tennissport.
In ihrer Profilaufbahn gewann sie sechs Einzel- und acht Doppeltitel auf dem ITF Women’s Circuit. Im November 2010 beendete sie vorerst ihre Karriere. Im Juli 2014 spielte sie erneut auf dem ITF Women’s Circuit. Ihr letztes internationales Spiel absolvierte sie im Juni 2016.
Von 2000 bis 2003 spielte sie für die kanadische Fed-Cup-Mannschaft insgesamt 20 Partien mit einer positiven Bilanz von 10:3 im Einzel und 6:1 im Doppel.

## Turniersiege

### Einzel
| Nr. | Datum         | Turnier       | Kategorie   | Belag     | Finalgegnerin  | Ergebnis      |
| --- | ------------- | ------------- | ----------- | --------- | -------------- | ------------- |
| 1.  | Februar 1993  | Miami         | ITF $25.000 | Hartplatz | Beverly Bowes  | 4:6, 7:5, 6:1 |
| 2.  | Juni 1994     | Columbia      | ITF $10.000 | Hartplatz | Anne Miller    | 6:3, 6:3      |
| 3.  | Juli 1995     | Mississauga   | ITF $25.000 | Hartplatz | Kori Davidson  | 6:4, 6:0      |
| 4.  | April 1998    | Industry      | ITF $25.000 | Hartplatz | Lilia Osterloh | 6:4, 6:4      |
| 5.  | November 1998 | Caracas       | ITF $25.000 | Hartplatz | Vanessa Menga  | 6:1, 6:2      |
| 6.  | März 2002     | Lawrenceville | ITF $25.000 | Hartplatz | Teryn Ashley   | 6:3, 6:4      |

### Doppel
| Nr. | Datum          | Turnier           | Kategorie   | Belag     | Partnerin          | Finalgegnerinnen                      | Ergebnis      |
| --- | -------------- | ----------------- | ----------- | --------- | ------------------ | ------------------------------------- | ------------- |
| 1.  | Februar 1994   | Miami             | ITF $25.000 | Hartplatz | Audra Keller       | Beverly Bowes Katarzyna Teodorowicz   | 4:6, 6:4, 6:4 |
| 2.  | Januar 1998    | Delray Beach      | ITF $10.000 | Hartplatz | Renata Kolbovic    | Jean Okada Keri Phebus                | 7:63, 6:4     |
| 3.  | Februar 1998   | Clearwater        | ITF $25.000 | Hartplatz | Renata Kolbovic    | Kristina Brandi Karin Miller          | 4:6, 6:3, 6:4 |
| 4.  | November 1998  | Austin            | ITF $50.000 | Hartplatz | Lindsay Lee-Waters | Nannie de Villiers Liezel Horn        | 6:1, 6:1      |
| 5.  | Oktober 2003   | Lafayette         | ITF $25.000 | Sand      | Lindsay Lee-Waters | Jessica Fernández Kara Molony-Hussey  | 6:2, 6:3      |
| 6.  | September 2004 | Albuquerque       | ITF $75.000 | Hartplatz | Carly Gullickson   | Stéphanie Dubois María Emilia Salerni | 6:3, 7:66     |
| 7.  | Januar 2006    | Fort Walton Beach | ITF $25.000 | Hartplatz | Vladimíra Uhlířová | Zuzana Kučová Chanelle Scheepers      | 2:6, 6:4, 7:5 |
| 8.  | November 2009  | Toronto           | ITF $50.000 | Hartplatz | Marianne Jodoin    | Sharon Fichman Mashona Washington     | 2:3 Aufgabe   |